# Bembidion pacificum
Bembidion pacificum är en skalbaggsart som först beskrevs av Blackburn 1878.  Bembidion pacificum ingår i släktet Bembidion och familjen jordlöpare. Inga underarter finns listade i Catalogue of Life.